# Somewhere Along the Way
Somewhere Along the Way ist eine Popballade aus dem Jahr 1952. Der Titel wurde komponiert von Kurt Adams, der Text stammt von Sammy Gallop.
Nat King Cole nahm den Song am 10. Januar 1952 gemeinsam mit Nelson Riddle auf. Die Single erschien bei Capitol Records unter der Katalognummer 2069. Sie stieg am 23. Mai 1952 in die Best Seller Chart des Billboard ein und erreichte Platz 8. Insgesamt blieb er 22 Wochen in den Charts. Der Titel findet sich auch auf Coles Album Top Pops (1952/55).

## Coverversionen
- Frank Sinatra nahm 1961 mit dem Arrangeur Axel Stordahl eine Version auf, die auf seinem letzten Capitol-Album Point Of No Return (1962) veröffentlicht wurde.
- Bette Midler sang den Titel, begleitet von einem Flügel und einem Kontrabass, in dem Spielfilm Noch einmal mit Gefühl (1997).